# 문금주
문금주(文今柱, 1967년 6월 3일~)는 대한민국의 정치인이다. 제22대 국회의원이다.
2021년 7월, 전라남도 행정부지사로 임명되었다. 2023년 7월까지 행정부지사 직을 수행했으며 이후 명예퇴직을 통해 공직을 떠났다.
제22대 국회의원 선거를 앞두고 고흥군·보성군·장흥군·강진군 선거구에 출마를 선언했으며 더불어민주당 경선에서 승리하면서 공천되었다. 본 선거 결과 90.69%의 득표율로 제22대 국회의원에 당선되었다.

## 학력
- 광주서석고등학교 졸업
- 조선대학교 사회과학대학 행정학 학사
- 전남대학교 행정대학원 정책학 석사
- 미시간 주립대학교 대학원 국제도시계획학 석사

## 경력
- 제38회 행정고시 합격
- 광주광역시청 경제산업국장
- 광주광역시청 창조도시정책기획관
- 행정자치부 개인정보보호과장
- 행정자치부 감사담당관
- 전라남도청 기획조정실장
- 국가기록원 기록정책부장
- 행정안전부 정부서울청사관리소장
- 행정안전부 공공서비스정책관
- 2021년 7월~2023년 7월: 제42대 전라남도 행정부지사
- 2024년 4월 10일: 대한민국 제22대 국회의원 선거 당선(전남 고흥군·보성군·장흥군·강진군, 더불어민주당, 초선)
- 2024년 5월~: 더불어민주당 전라남도당 고흥군·보성군·장흥군·강진군 지역위원회 위원장
- 2024년 11월~: 더불어민주당 이재명 대표 국민소통특보단 지역언론특보
- 2025년 6월~: 더불어민주당 원내대변인

### 의정 활동
- 2024년 5월 30일~: 제22대 국회의원(전남 고흥군·보성군·장흥군·강진군, 더불어민주당, 초선)
  - 2024년 6월~: 제22대 국회 전반기 농림축산식품해양수산위원회 위원
  - 2024년 6월~2025년 6월: 제22대 국회 전반기 예산결산특별위원회 위원
  - 2025년 1월~: 제22대 국회 12·29 여객기 참사 진상규명과 피해자 및 유가족의 피해구제를 위한 특별위원회 위원
  - 2025년 7월~: 제22대 국회 전반기 국회운영위원회 위원

## 역대 선거 결과
| 실시년도 | 선거   | 대수 | 직책     | 선거구                           | 정당         | 득표수   | 득표율          | 순위 | 당락 | 비고 |
| -------- | ------ | ---- | -------- | -------------------------------- | ------------ | -------- | --------------- | ---- | ---- | ---- |
| 2024년   | 총선   | 22대 | 국회의원 | 전남 고흥군·보성군·장흥군·강진군 | 더불어민주당 | 95,357표 | \| \| 90.69% \| | 1위  |      | 초선 |
|          | 90.69% |      |          |                                  |              |          |                 |      |      |      |

## 소속 정당
| 소속 정당 | 소속 정당    | 소속 기간 | 비고      |
| --------- | ------------ | --------- | --------- |
|           | 더불어민주당 | 2023~현재 | 정계 입문 |

## 같이 보기
- 강진군의 국회의원
- 고흥군·보성군·장흥군·강진군
- 고흥군의 국회의원
- 보성군의 국회의원
- 장흥군의 국회의원
- 전라남도 부지사